# Varogne
Varogne – miejscowość i gmina we Francji, w regionie Burgundia-Franche-Comté, w departamencie Górna Saona.
Według danych na rok 1990 gminę zamieszkiwało 131 osób, a gęstość zaludnienia wynosiła 30 osób/km² (wśród 1786 gmin Franche-Comté Varogne plasuje się na 612. miejscu pod względem liczby ludności, natomiast pod względem powierzchni na miejscu 854.).